# 常盤御前

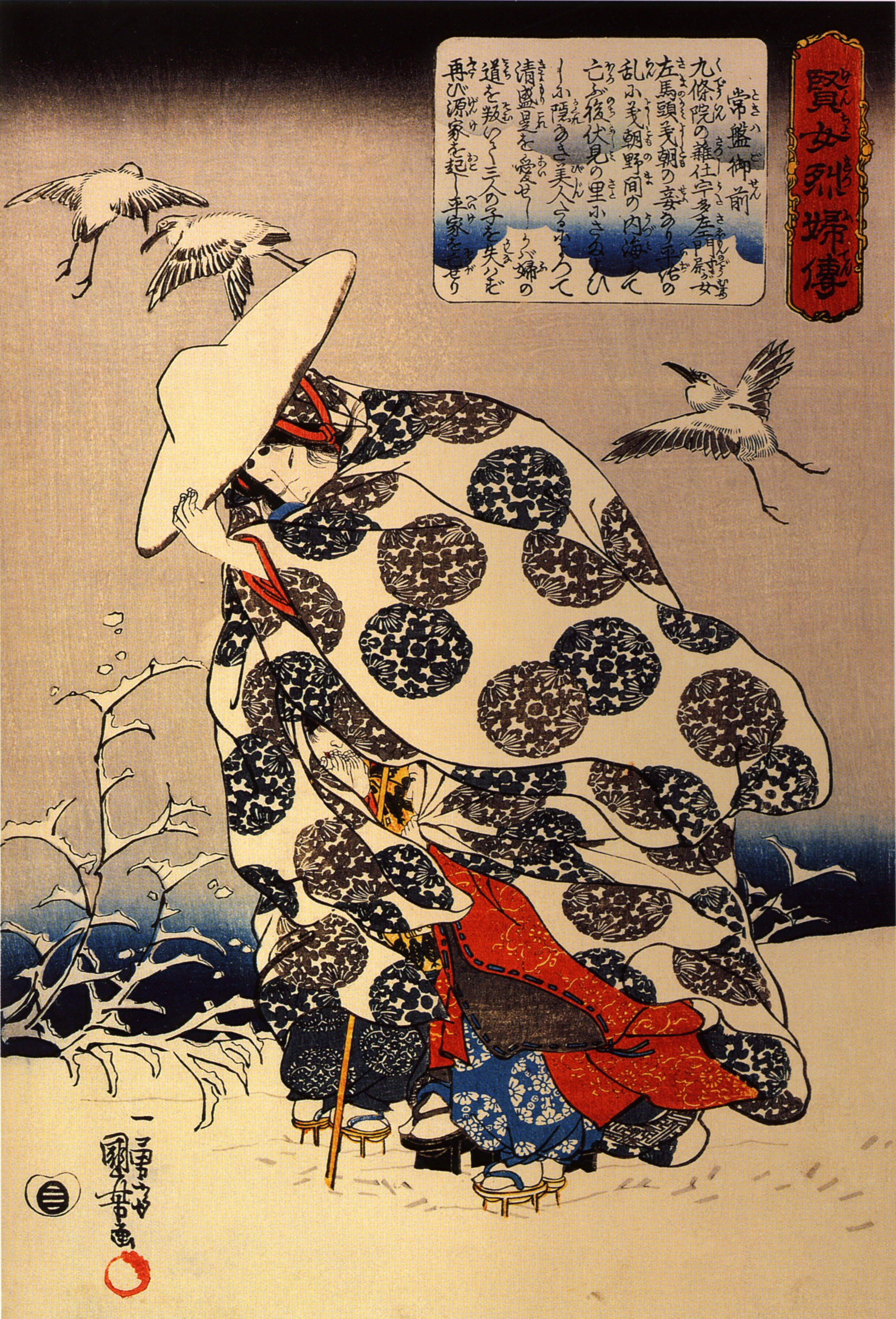
常盤御前（歌川國芳）

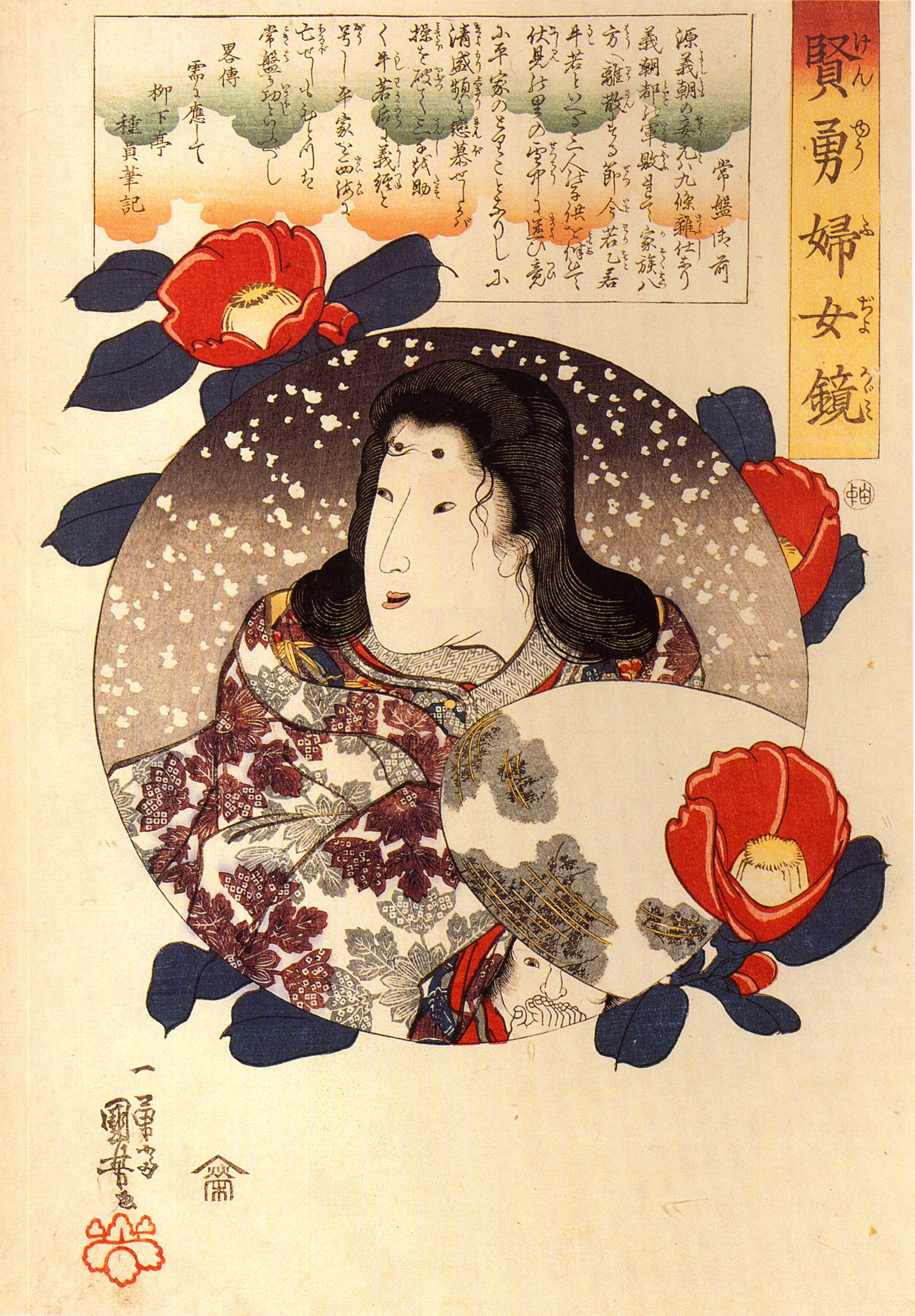
常盤御前（歌川國芳）

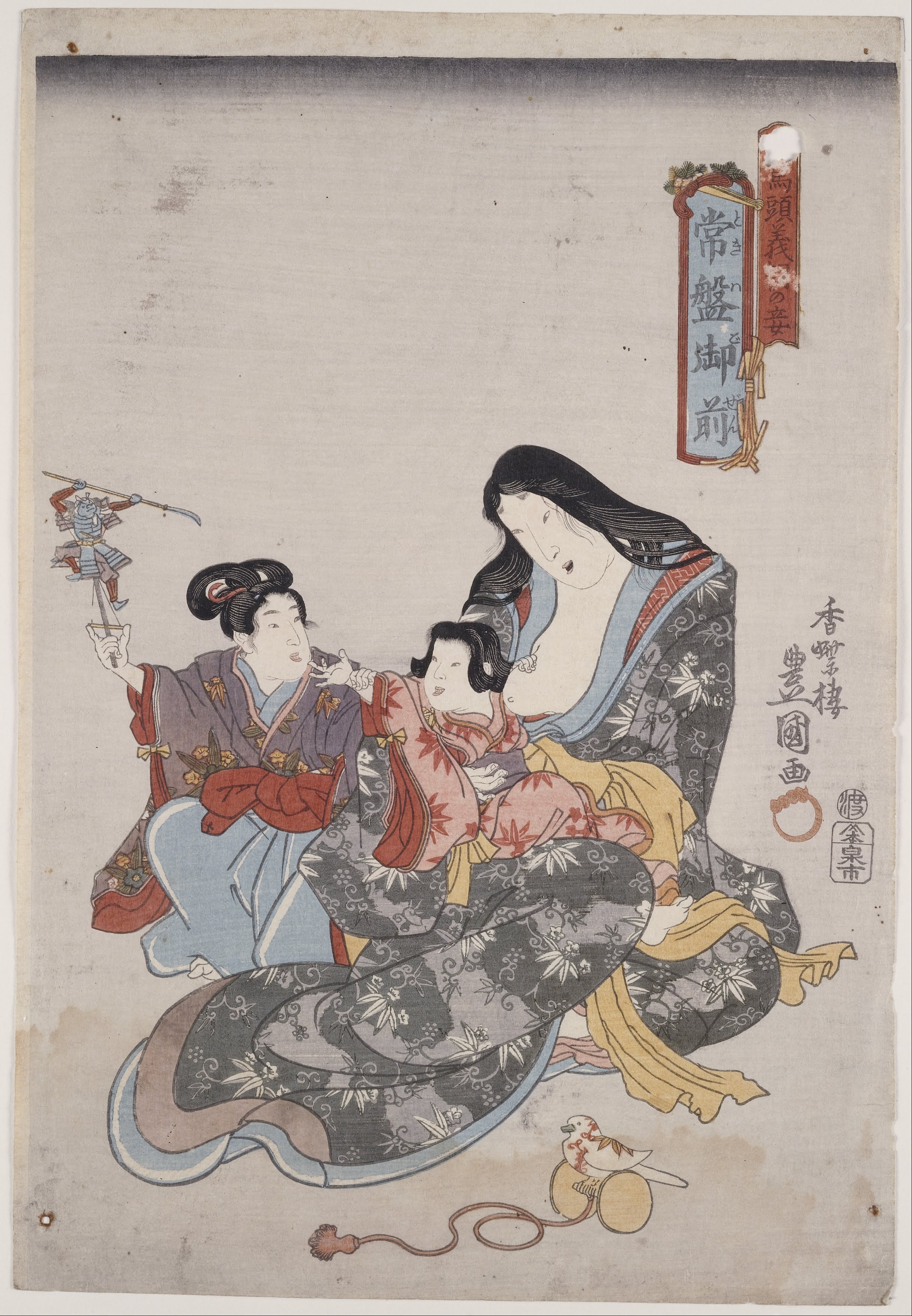
常盤御前和其子（歌川國貞）

常盤御前（日语：／ Tokiwagozen，保延4年（1138年）？—没年不詳）是平安時代末期的女性，源義朝的側室 。阿野全成（今若）、義圓（乙若）、源義經（牛若）之母。之後，和一條長成育有一條能成。字也做常葉。在物語中的形象是絕世美女。

## 生涯
根據『平治物語』等軍記物語或『尊卑分脈』記載，常盤是近衛天皇的中宮・九條院（藤原呈子）的雜仕女。雙親不明（『平治物語』）。
成為源義朝側室後，生下今若（阿野全成）、乙若（義圓）、牛若（源義經）。改嫁一條長成後，生下一條能成和一名女兒（名不詳）。
關於義朝死後至改嫁一條長成之間的經歷，『平治物語』、『義經記』等雖有記載，但是真實與否一切不明。根據軍記物語『平治物語』、『平家物語』等之記載，作為平清盛的妾，育有一女（廊御方），但是，現仍無法確認是否是史實。
源平合戰結束後，常盤因義經和異母兄賴朝的對立而逃離京都，文治2年（1186年）6月6日，在京都一條附近和義經之妹共同被鎌倉方逮捕。根據『吾妻鏡』記載，同月13日有詢問是否需要護送常盤和妹到鎌倉的記錄，但是，無護送的記錄，所以，一般認為之後獲得釋放。這也是關於常盤最後的記錄。
其後的狀況不明，有和侍女共同追尋義經的傳說，岐阜縣關原町、群馬縣前橋市、鹿兒島縣鹿兒島市、埼玉縣飯能市有所謂的常盤之墓。東京都青梅市、渋谷等各地也有常盤的關連傳說。

## 脚注
1. ↑  『公卿補任』

## 關連項目
- 平治物語
- 小行星4748